# Jørgen Christopher von Klenow
Jørgen Christopher von Klenow (Kleinau) (død 27. januar 1723 i Kastellet i København) var en dansk-norsk officer.
Han var af en gammel meklenborgsk adelsslægt, søn af hertugelig güstrowsk overførster Heinrich von Klenow og Sophie Clara von der Osten. Han kom meget ung til Danmark og blev ansat ved Prins Frederiks (fra 1699 Prins Christians) Regiment, hvor han steg til sekondløjtnant 1691, kaptajn 1692, major 1702 og oberstløjtnant 1706. 1709 blev han vicekommandant i Citadellet Frederikshavn, i hvilken stilling to år efter pesten gav ham nok at varetage. 1712 fik han obersts karakter, og 1714 blev han sendt til Norge som kommandant på Akershus. Her optrådte han, da Carl XII fra 21. marts til 28. april 1716 indesluttede fæstningen, med så megen omsigt og energi, at de svenske måtte drage bort med uforrettet sag. 1719 kom Klenow som kommandant tilbage til Citadellet og døde her 27. januar 1723.
Han var gift med Eleonore Magdalene von Wittorp af en brunsvigsk adelsslægt. 